# Snowballing
| Snowballing |
| --- |
| Snowballing mellan man och kvinna. - Betydelse – oralt utbyte av sperma och saliv, som del av sex - Namnlogik – "snöbollsbyggande" genom upprepat munvätskeväxlande - Bakgrund – 1972 (myntat i engelskspråkig text) - Relaterade begrepp – cum swapping (där den ejakulerande ofta inte deltar i den orala leken) |

Snowballing (engelska för 'snöbollstillverkning') eller snowdropping är en sexuell aktivitet där en man ejakulerar i munnen på en annan person, som sedan kysser eller tungkysser mannen. Denna typ av sexuell handling kan bland annat förekomma i pornografiska filmer, parallellt med den mer allmänna termen cum swapping ('spermaväxling') där ytterligare personer kan vara inblandade.

## Två begrepp, tre ord
Sexologen E. Michelle Thomas har förklarat bakgrunden till namngivningen av fenomenet. Det successiva utbytet av sperma mellan två personers munnar leder till att allt mer saliv inkluderas i satsen, på samma sätt som en snöboll växer genom successivt rullande. Snowballing fungerar således som en "snöbollstillverkning" i överförd bemärkelse och leder till en form av "snöbollseffekt".
Inom den engelskspråkiga pornografiska filmbranschen används ofta termerna snowballing och cum swapping ('spermaväxlande') närmast som synonymer. Den förstnämnda termen antyder dock vanligtvis att den ejakulerande personen är inblandad i spermautbytet, medan cum swapping är en mer allmän term; den kan inkludera personer som delar på en sperma-saliv-blandning som ingendera av dem ursprungligen ejakulerade.
Den mångåriga sexkolumnisten Dan Savage bidrog 1999 till att popularisera den här typen av oral spermalek under benämningen pud.

## Teknik
Innan man testar snowballing bör flera saker vara klargjorda. Dels handlar det (som vanligt när det gäller intima lekar) att alla parter är med på det hela, dels att alla inblandade är testade för könssjukdomar, eftersom man kan smittas vid utbyte av kroppsvätskor.
Experter på tekniken förklarar också att alla inblandade innan övningen bör dricka mängder av vatten, eliminera fisk, rött kött, choklad, kaffe och alkohol från dieten, liksom rökning. Däremot är det en fördel att öka intaget av frukt inför aktiviteten; tanken är att det orala vätskeutbytet ska vara så behagligt som möjligt. Cirka hälften av materialet som växlas mellan de inblandade kommer att bestå av saliv.
Som med annat oralsex där sperman kommer i munnen, kan (den sista) mottagaren välja att svälja vätskeblandningen eller att spotta ut det hela. Smaken av sperma är normalt mild eller relativt mild, och den kan känns bitter, svagt salt, söt eller metallisk i tonen. Denna smak kommer att spädas ut av den än mer neutralt smakande saliven.

## Liknande fenomen
Snowballing är ett utpräglat mänskligt fenomen, men den saknar inte jämförbara motsvarigheter bland andra djurarter. I boken Animals, Deviance, and Sex beskriver författaren Carmen Cusack hur den manliga ciklidfisken måste blåsa in sin mjölke i honans mun (där hon håller sina ägg i säkert förvar), för att fortplantningen ska vara möjlig. Cusack förtydligar dock att detta är en överlevnadsstrategi för arten. Detta skiljer sig därför från den mänskliga snowballing-tekniken, vilken har mer att göra med bekräftelse, styrka, maktfantasier och intimitet. Denna kink har därför inte någon koppling till barnalstrande.
Snowballing kan jämföras med två andra liknande mänskliga sextekniker. Den ena – på engelska felching – är när en man ejakulerar i någons anus och därefter suger ut satsen med sin mun. Dessutom finns creampie eating, där en man ejakulerar i en kvinnas slida och därefter suger ut satsen med sin mun.

## Etymologi och historia
Ordboken The New Partridge Dictionary of American Slang noterar att termen har amerikanskt ursprung. Där skrivs att termen användes så tidigt som 1972, då ursprungligen i samband med sex mellan homosexuella män. Forskare som skrivit i Handbook of Psychology and Sexual Orientation har beskrivit att fenomenet i bögvärlden kan stamma från spermans symboliska betydelse som kraft för vissa män. Sperman kan då både stå för fullkomnandet av det sexuella beteendet och sexuell kraft, virilitet, styrka och manlighet.
2004 publicerades en undersökning bland 1200 homo- och bisexuella män från New York, där cirka 20 procent uppgavs ha testat tekniken vid åtminstone ett tillfälle. Tekniken är mycket visuell till sin karaktär, vilket lett till att den bland annat förekommer i en hel del pornografiska filmer – inklusive där mer än två personer är inblandade. Snowballing är vanligt förekommande i bukkake-filmer, där en eller flera kvinnor vanligen får ta emot ett (stort) antal mäns sperma över ansiktet eller i munnen.